# مرنغلوي كوتشك
مرنغلوي كوتشك هي قرية في مقاطعة أرومية، إيران. يقدر عدد سكانها بـ 75 نسمة بحسب إحصاء 2016.